# Vlaole
Vlaole (em cirílico:Влаоле) é uma vila da Sérvia localizada no município de Majdanpek, pertencente ao distrito de Bor, na região de Timočka Krajina. A sua população era de 767 habitantes segundo o censo de 2002.

## Demografia
| 1948  | 1953  | 1961  | 1971  | 1981  | 1991 | 2002 |
| ----- | ----- | ----- | ----- | ----- | ---- | ---- |
| 1 202 | 1 206 | 1 287 | 1 204 | 1 100 | 949  | 767  |